# 三座楼 (青岛)
36°3′58″N 120°18′57″E / 36.06611°N 120.31583°E
“三座楼”是位于中国山东省青岛市市南区湖北路9号、11号、13号的三座建筑，约建于1904-1905年，最初为德占时期地产公司祥福洋行所建设的公寓楼，其中西侧的1号楼为祥福洋行创办者希姆森的住宅。三座建筑保存至今，外貌变化较大。

## 历史
约1904至1905年，德国人阿尔弗雷德·希姆森（Alfred Siemssen）创办的祥福洋行地产公司在皇储街（Kronprinzenstraße，今湖北路）的2街区（原称Q街区）建设了三座公寓楼，其中东侧的3号楼最早建成，约1904年已完成主体建筑，其次为2号楼和1号楼。此三座公寓平行于南侧M、N街区开发更早的公寓（“四座楼”），在德占时期中文手绘地图被俗称为“三座楼”。其中1号楼是希姆森一家的住宅，其他两座用于出租、出售。1914年日军占领青岛后，祥福洋行地产被全部没收，希姆森一家迁居天津。1922年北洋政府收回青岛后，这三座建筑为日本驻青岛总领事馆保留财产。1949年后，3号楼（湖北路9号）曾为中共青岛市市南区委所在地。现1号楼（湖北路13号）为民居，2号楼（湖北路11号）为市南区人民武装部办公楼，3号楼为中共市南区委老干部局、市南区老年大学所在地。希姆森后人曾到访湖北路13号希姆森旧宅。

## 建筑特色
建成之初的“三座楼”沿湖北路一字排开，其中1号楼正立面为非对称布局，2、3号楼采用对称布局，墙面均为浅色抹灰墙面。1号楼中部建有宽大的曲线山墙，边缘以细腻的浮雕装饰，一层设弧形内阳台，二层西侧设露台，东侧则为敞廊。2号楼体量较小，面宽仅4间，中央为内阳台。3号楼面宽10间，亦建有内阳台，形成立面虚实变化。三座建筑里面划分与装饰各具特色，形成了富有变化、韵律感的街道景观。因历史上多次改造，如今三座楼外貌与原貌差别较大。

## 图集
- “三座楼”旧明信片
- 3号楼旧明信片，明信片标注为“皇储街白鸽饭店”
- 1号楼（湖北路13号希姆森旧宅）现貌，2019年12月
- 3号楼（湖北路9号）现貌，2019年12月